# Malwoślaz

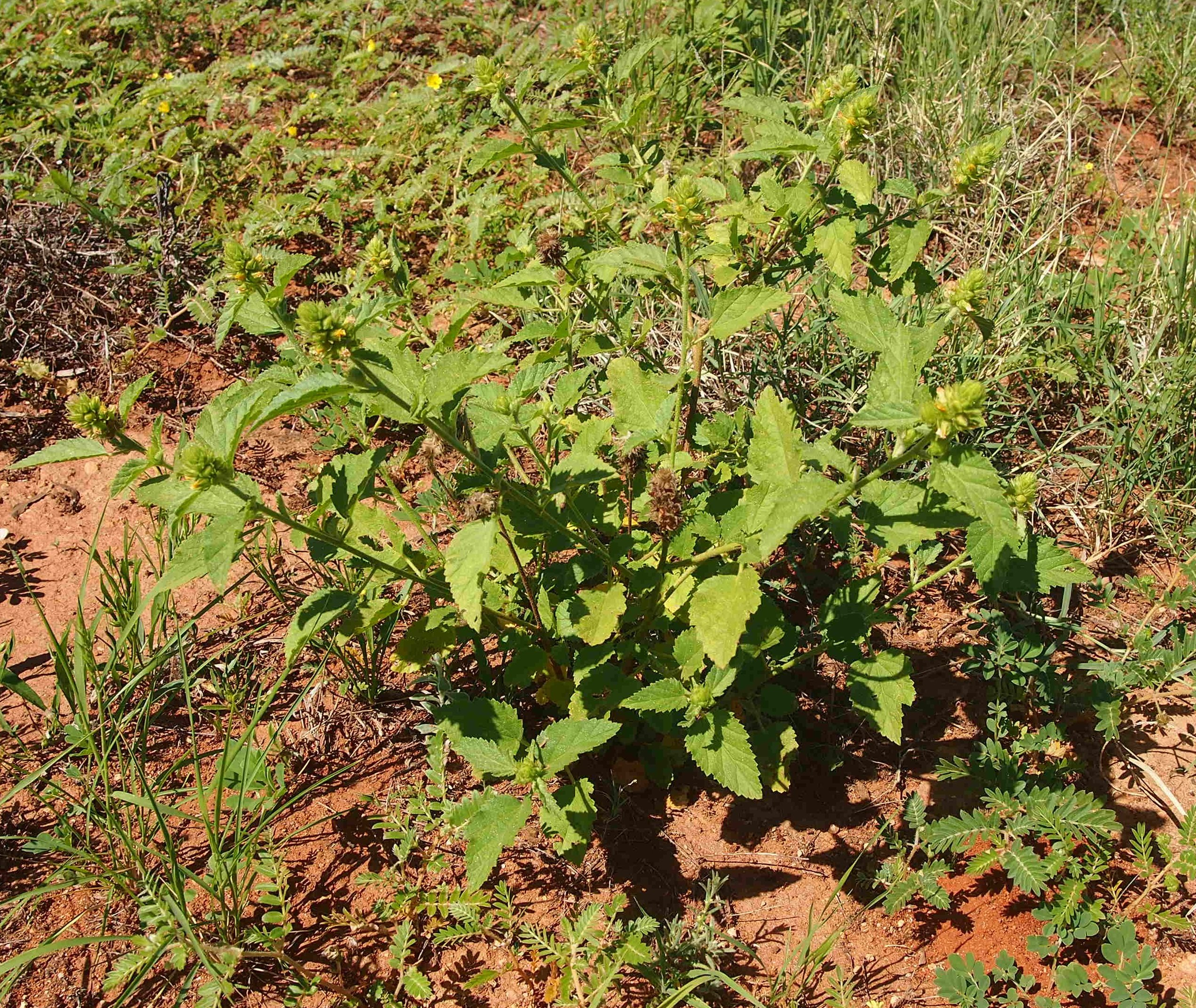
Malvastrum americanum

Malwoślaz, malwastrum (Malvastrum A.Gray) – rodzaj roślin z rodziny ślazowatych. Należą tu 23 gatunki. Zasięg rodzaju obejmuje oba kontynenty amerykańskie od środkowej i wschodniej części Stanów Zjednoczonych na północy po północną Argentynę na południu (centrum zróżnicowania gatunkowego stanowi Ameryka Południowa). Jeden gatunek (Malvastrum chillagoense) jest endemitem stanu Queensland w Australii. Niektóre gatunki (zwłaszcza Malvastrum coromandelianum) zostały rozprzestrzenione w strefie międzyzwrotnikowej. Jeden gatunek z tego rodzaju wymieniany jest jako przejściowo dziczejący w Polsce (M. peruvianum), jednak współcześnie klasyfikowany jest on do odrębnego rodzaju jako Fuertesimalva peruviana.
Znaczenie użytkowe ma Malvastrum coromandelianum wykorzystywany jako roślina włóknista (włókna wykorzystuje się m.in. do wyrobu szczotek). Jest też rośliną leczniczą. Niektóre gatunki są uciążliwymi chwastami.
Nazwa naukowa rodzaju utworzona została z łacińskiej nazwy rodzaju ślaz – Malva – oraz z łacińskiego przyrostka -astrum oznaczającego „podobny”.

## Morfologia
PokrójRośliny zielne (jednoroczne i byliny) oraz półkrzewy, o pędach wzniesionych, pokładających się i podnoszących, owłosionych (włoski przylegające i odstające, czasem kępkowo skupione, gwiazdkowate, łuseczkowate lub pojedyncze).
LiścieSkrętoległe, z przylistkami zwykle trwałymi, rzadziej odpadającymi, równowąskimi lub lancetowatymi, często sierpowatymi. Blaszka liściowa w zarysie lancetowata do szerokojajowatej, u nasady zwykle zaokrąglona, czasem płytko sercowata, ucięta lub zbiegająca. Blaszka zwykle nie jest wcinana, rzadko i płytko trójklapowa, poza tym na brzegu karbowana, ząbkowana i karbowanopiłkowana.
KwiatyWyrastają pojedynczo w kątach liści lub zebrane są w grona albo kłosy na szczycie pędu, przy czym czasem kwiatostan stanowi połowę jego długości. Pod kwiatem kieliszek z trzech wolnych listków przylega lub odstaje od kielicha. Kielich nie jest rozdęty, zakończony jest ząbkami trójkątnymi (czasem wąskotrójkątnymi). Korona jest dzwonkowata lub szeroko rozpostarta, żółta lub żółtopomarańczowa. Pręciki są liczne, z nitkami zrośniętymi w kolumnę. Zalążnia dyskowata, górna, utworzona zwykle z 8–18 owocolistków, zwieńczona szyjką z rozgałęzieniami odpowiadającymi liczbie owocolistków zakończonymi główkowatymi znamionami.
OwoceRozłupnie z okółkiem jednonasiennych rozłupek. Rozłupki zwykle są owłosione.

## Systematyka
Rodzaj z plemienia Malveae, podrodziny Malvoideae w rodzinie ślazowatych Malvaceae.
Wykaz gatunków
- Malvastrum amblyphyllum R.E.Fr.
- Malvastrum americanum (L.) Torr.
- Malvastrum aurantiacum (Scheele) Walp.
- Malvastrum bicuspidatum (S.Watson) Rose
- Malvastrum boyuibeanum Krapov.
- Malvastrum chillagoense Domin
- Malvastrum corchorifolium (Desr.) Britton ex Small
- Malvastrum coromandelianum (L.) Garcke
- Malvastrum cristobalianum Krapov.
- Malvastrum fryxellii (S.R.Hill) Krapov.
- Malvastrum grandiflorum Krapov.
- Malvastrum guatemalense Standl. & Steyerm.
- Malvastrum hillii Fryxell, León de la Luz & M.Domínguez
- Malvastrum hispidum (Pursh) Hochr.
- Malvastrum interruptum K.Schum.
- Malvastrum ionthocarpum Krapov.
- Malvastrum multicuspidatum Krapov.
- Malvastrum pucarense Krapov.
- Malvastrum scoparioides Ulbr.
- Malvastrum spiciflorum (Hassl.) Krapov.
- Malvastrum tomentosum (L.) S.R.Hill
- Malvastrum trifidum Krapov.
- Malvastrum uniapiculatum Krapov.